# Rosario Weiss
Pour les articles homonymes, voir Weiss.
Rosario Weiss, née le 2 octobre 1814 et morte le 31 juillet 1843, est une peintre et graveuse espagnole surtout connue pour ses portraits. Elle est la filleule de Francisco de Goya et vit avec lui pendant ses dernières années, en compagnie de sa mère, qui est la femme de chambre du peintre. Plus de soixante-dix dessins conservés à l'Hispanic Society of America, autrefois attribués à Goya, sont en réalité les siens, comme l'a démontré en 1956 l'historien de l'art José Lopez-Rey.

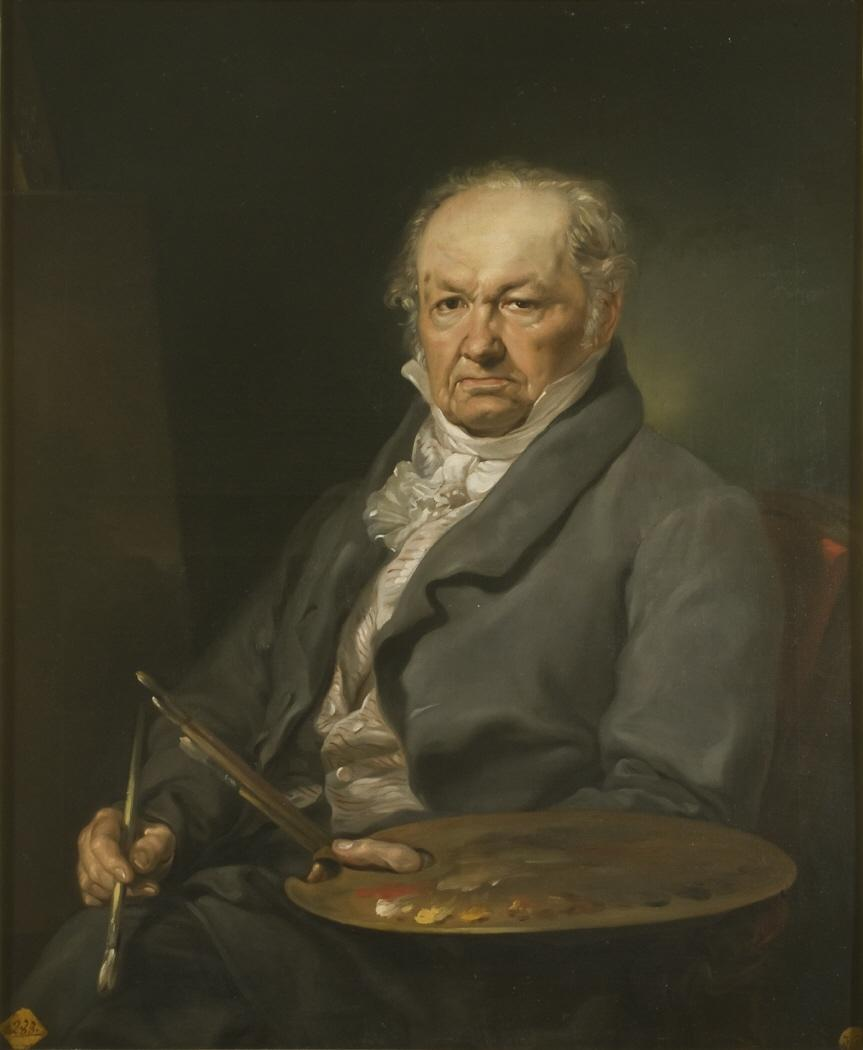
Rosario Weiss Zorilla, copie du portrait de Goya par Vicente Lopez.

## Biographie
Née à Madrid le 2 octobre 1814, María del Rosario Weiss Zorrilla est officiellement la fille de Leocadia Zorrilla (es) (1788-1856) et d'Isidore Weiss (1785-1850), un bijoutier juif allemand dont la famille vit à Madrid. Il est possible qu'elle soit en réalité la fille de Francisco de Goya (dès 1811, Isidore Weiss avait accusé son épouse de « conduite illicite » ; à partir de 1817, Leocadia devient la gouvernante de Goya et vit auprès de lui).
C'est avec Goya que Rosario apprend le dessin et l'écriture, dès l'âge de sept ans.
En 1824, Rosario accompagne, avec sa mère, Goya dans son exil à Bordeaux ; elles y demeurent jusqu'en 1833. Elle réside d'abord avec eux au numéro 10 de la Croix Blanche, puis au troisième étage de l'immeuble situé au 39 des Fossés de l'Intendance (aujourd'hui 57 cours de l'Intendance à Bordeaux, dans les locaux de l'actuel Institut Cervantès).
L'année de son arrivée à Bordeaux, Goya continue de s'occuper de sa formation artistique, mais dès 1825, elle s'inscrit aux cours gratuits de dessins et peinture de Pierre Lacour le jeune. Son nouveau maître l'initie à la technique de la lithographie : on connaît d'elle dix-huit estampes exécutées pendant sa période bordelaise, seize reproduisant les œuvres d'autres artistes, deux étant des créations personnelles.

Après la mort de Goya en 1828, Rosario et sa mère s'installent au numéro 65 de la rue du Palais Gallien.

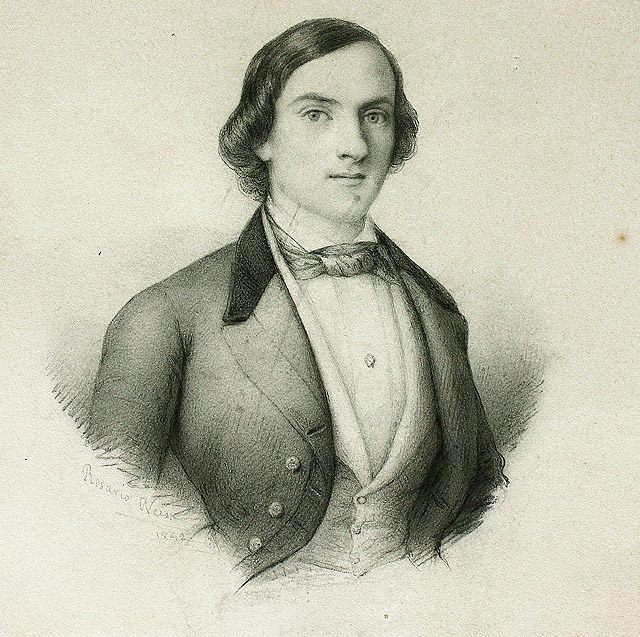
Portrait de son frère Guillermo.

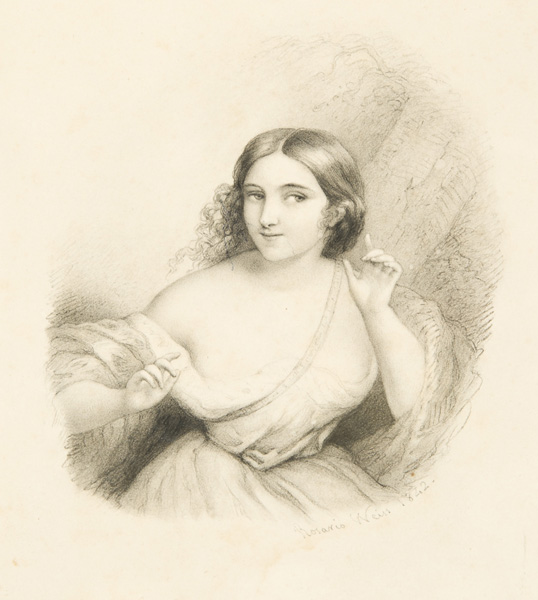
Une allégorie de l'attention.

En 1833, profitant de l'amnistie en faveur des opposants au roi Ferdinand VII, Rosario et sa mère reviennent à Madrid. Sur place, Rosario subvient aux besoins de sa famille en réalisant des copies des vieux maîtres au Musée du Prado.
À partir de 1834, elle présente ses premiers travaux à l'Académie royale des Beaux-Arts de Saint-Ferdinand et reçoit des commandes de portraits ou de copies d'œuvres de la part de mécènes privés.
Dès 1837, elle participe aux expositions annuelles du nouveau Liceo Artístico y Literario (es), berceau du mouvement romantique madrilène.
En 1840, elle est reçue comme membre de l'Académie Saint-Ferdinand.
En 1841, sa peinture allégorique intitulée Le Silence est récompensée d'une médaille d'argent par la Société Philomathique de Bordeaux. Ce tableau, renommé depuis Une Sylphide et considéré comme un autoportrait, est aujourd'hui conservé au musée des Beaux-Arts de Bordeaux (Inv. Bx E 363).
Rosario Weiss fournit par ailleurs des lithographies pour illustrer des éditions, notamment le Compendio de la Historia de España desde Ataúlfo hasta nuestros días de C.-M. Nocedal et la Isla de Cuba pintoresca de José Maria de Andueza.
La même année, elle est nommée professeur de dessin des princesses Isabelle et Louise-Fernande, recevant un salaire de 8 000 réaux.
Elle meurt subitement en 1843, à l'âge de 28 ans. Selon le rapport du médecin royal, son décès serait dû à une réaction aiguë au stress subie après la violente manifestation survenue le lendemain de la chute d'Espartero, dont elle est témoin alors qu'elle quitte le Palais Royal. Cependant, la nécrologie de la Gaceta de Madrid indique qu'elle est morte d'une infection intestinale (probablement le choléra).

## Œuvres
Les œuvres de Rosario Weiss sont conservées dans diverses institutions :
- Académie royale de Saint-Ferdinand
- Bibliothèque de l'Académie royale espagnole
- Bibliothèque municipale de Bordeaux
- Bibliothèque nationale d'Espagne : peintures, dessins et lithographies
- Hispanic Society of America
- Musée des Beaux-Arts de Bordeaux[20]
- Musée du Prado : en 2014, le musée du Prado a acquis l'un de ses dessins et sa copie d'une peinture originale plus grande de Rafael Tegeo Díaz (es) du duc et de la  duchesse (es) de San Fernando de Quiroga[2],[23]
- Musée Lázaro Galdiano
- Musée du Romantisme de Madrid